# Tragosoma soror
Tragosoma soror ist ein Käfer aus der Familie der Bockkäfer (Cerambycidae) innerhalb der Gattung Tragosoma. Er ist von Kanada über Teile der Rocky Mountains bis in das zentrale Kalifornien verbreitet.

## Merkmale
Die Männchen von Tragosoma soror erreichen eine Körperlänge von 28 bis 33 Millimetern, die Weibchen sind mit 34 bis 38 Millimetern etwas größer. Der Körper ähnelt weitgehend dem der anderen Arten der Gattung und unterscheidet sich von diesen nur durch Details, ist rotbraun bis dunkelbraun gefärbt und flach gewölbt. Die Seiten des Halsschilds sind wie bei den anderen Arten der Gattung schwach gerandet und deutlich punktiert; an den Seiten hinter der Mitte sitzt ein gattungstypischer auffälliger Dorn. Die Deckflügel sind vor allem an der Basis fein und flach punktiert.
Die Antennen der Männchen reichen zurückgelegt bis etwa in das letzte Viertel oder Sechstel der Deckflügel, bei den Weibchen sind sie im Verhältnis kürzer und reichen bis etwa zur Hälfte der Deckflügel. Sie sind bei beiden ab dem dritten Antennomer dorsoventral abgeflacht und werden zur Spitze schmaler; zudem sind sie mit kurzen sichtbaren Setae besetzt, die meist auf eine Reihe entlang ihres medialen Randes beschränkt sind. Das Antennomer 3 besitzt einen Kamm am seitlichen Rand und einen porösen Bereich auf der dorsalen Oberfläche, der sich über fast die gesamte Länge erstreckt.

## Verbreitung
Das Verbreitungsgebiet von Tragosoma soror reicht vom südlichen British Columbia in Kanada nach Südosten in die Rocky Mountains bis in das zentral-westliche Wyoming und nach Süden entlang der Cascade Mountains bis zur Sierra Nevada und den San Bernardino Mountains in Kalifornien. In älterer Literatur wurden Tiere dieser Art wahrscheinlich dem Zottenbock (Tragosoma depsarium) zugeschlagen, der jedoch heute als rein paläarktische Art mit einer auf Europa und Asien beschränkten Verbreitung gilt.

## Lebensweise
Tragosoma soror lebt als kälteliebende  Art vor allem in kühlen Nadelwäldern der Höhenlagen der Rocky Mountains und angrenzender Gebirgszüge. Er kann abhängig vom lokalen Klima von Juni bis August auftreten. Seine Larven entwickeln sich wie die anderer Arten der Gattung im Holz von Nadelbäumen. Dabei ist er aus dem Holz von Kiefern dokumentiert, und einer der zugeordneten Käfer wurde an einer Gelb-Kiefer (Pinus ponderosa) gesammelt. Die Tiere leben tagsüber unter loser Rinde. Die meisten Exemplare wurden in Lichtfallen, vor allem mit UV-Licht, im Bereich von Kiefernwäldern gefangen.

## Systematik
Tragosoma soror ist eine eigenständige Art der Bockkäfer (Cerambycidae) und wird dort in die Gattung Tragosoma innerhalb der Prioninae eingeordnet. Die wissenschaftliche Erstbeschreibung stammt von dem kanadischen Entomologen Serge Laplante von der Canadian National Collection of Insects, Arachnids and Nematodes, der ihn 2017 in einer Revision der Gattung und in Abgrenzung zum eurasisch verbreiteten Zottenbock und verschiedenen nordamerikanischen Arten beschrieb.
Mit Tragosoma soror gibt es nach aktuellem Stand (2017) sechs Arten innerhalb der Gattung Tragosoma. Teilweise wurden Käfer in Nordamerika ebenfalls als Vertreter des Zottenbocks betrachtet, diese gehören jedoch zu mittlerweile als eigenständig betrachteten Arten wie Tragosoma harrisii und Tragosoma soror. Nach einem Kladogramm zu den Verwandtschaftsbeziehungen innerhalb der Gattung wird Tragosoma soror als Schwesterart von Tragosoma spiculum betrachtet.
Die Namensgebung der Gattung leitet sich von der Körperform der Tiere ab, der an einen Ziegenbock erinnert. Tragosoma setzt sich zusammen aus den griechischen Wörtern „tragos“ für den „Ziegenbock“ und „soma“ für „Körper“. Das Epitheton soror stammt aus dem Lateinischen und bedeutet „Schwester“, womit es auf die nahe Verwandtschaft zu Tragosoma spiculum hinweisen soll.

## Belege
1. 1 2 3 4 5 6 7 8  Serge Laplante: Description of a new Nearctic species of Tragosoma Audinet-Serville (Coleoptera: Cerambycidae: Prioninae), with species validations, new synonymies and a lectotype designation. Insecta Mundi 0578, 2017: S. 1–17.(Volltext).
2. 1 2 3  „Art: Tragosoma depsarium (Linnaeus 1767) – Zottenbock.“ In: Bernhard Klausnitzer, Ulrich Klausnitzer, Ekkehard Wachmann, Zdeněk Hromádko: Die Bockkäfer Mitteleuropas. Die Neue Brehm-Bücherei 499, Band 2, 4. Auflage. VerlagsKG Wolf, Magdeburg 2018, ISBN 978-3-89432-864-1; S. 348